# Architecture matérielle
Pour les articles homonymes, voir Architecture (homonymie).

Architecture matérielle d'un processeur Intel Core2.

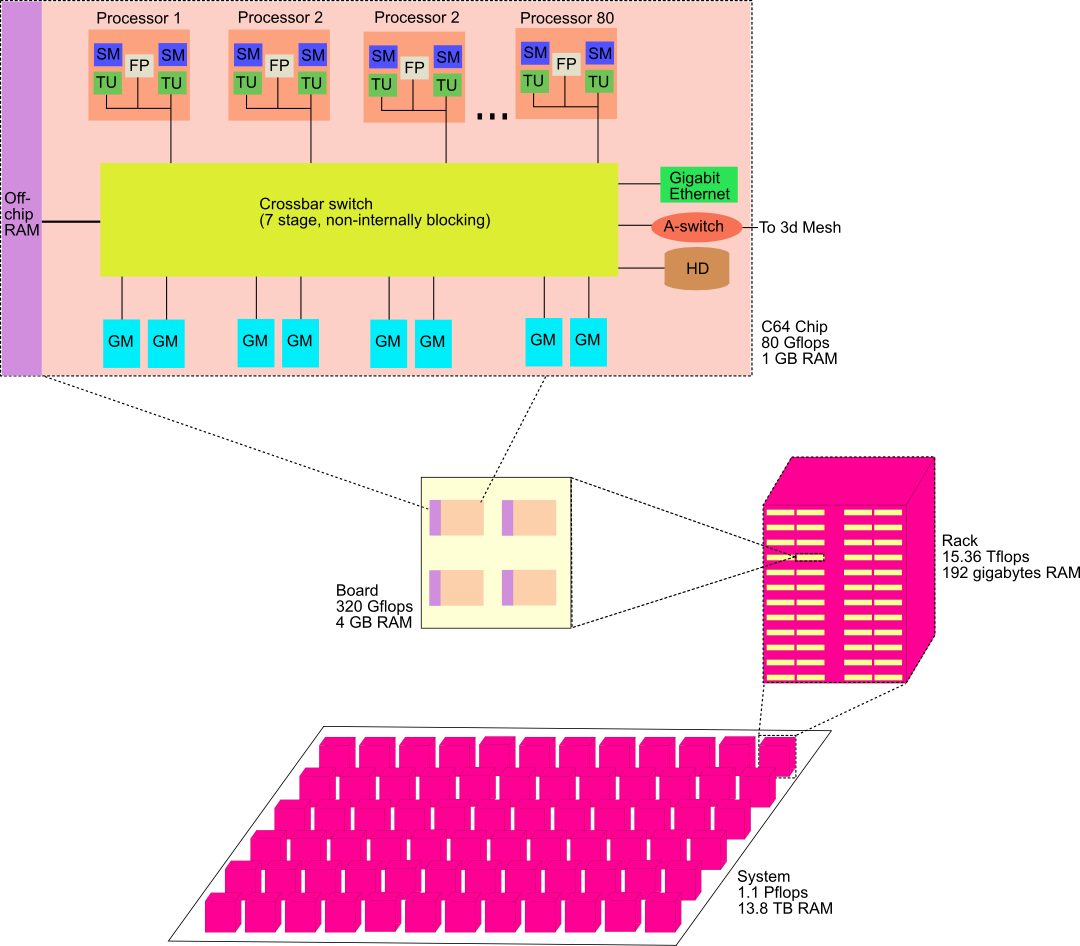
Architecture matérielle d'un Cyclops64 (BlueGene/C).

L’architecture matérielle décrit l’agencement interne de composants électroniques ainsi que leurs interactions.
Le terme interne employé ici permet de bien faire la différence avec l’architecture (externe) de processeur (ou architecture de jeu d'instructions ou ISA), qui s'intéresse à la spécification fonctionnelle d'un processeur, du point de vue du programmeur en langage machine. Plusieurs architectures internes peuvent implémenter une même architecture externe.

## Microprocesseur
Par défaut de langage, en parlant d’architecture matérielle (hardware) on pense immédiatement à architecture hardware autour d’un processeur. Un microprocesseur a accès à un ou plusieurs bus (AGP, PCI) afin de dialoguer avec les composants et les périphériques. L’architecture est souvent grandement masquée aux utilisateurs par le biais du système d'exploitation, qui donne une abstraction unifiée de tous les composants physiques.
Une des architectures hardware les plus répandues est l’architecture basée sur l’Intel x86. Il existe cependant d’autres architectures hardware que celle basée sur la plate-forme Intel x86. On peut citer :
- PowerPC/Macintosh ;
- Cray ;
- Amiga ;
- Atari ;
- IBM PC ;
- etc.

Chacune de ces architectures possède ses atouts et ses faiblesses, qui expliquent souvent le type d’utilisation qui est (ou a été) fait des ordinateurs, par exemple :
- Calcul massivement parallèle pour les supercalculateur Cray ;
- Ordinateur personnel multimédia pour les Amiga et les Atari ;
- Ordinateur personnel généraliste pour les Intel x86.